# Verwaltungsgemeinschaft Osterwieck
In der Verwaltungsgemeinschaft Osterwieck waren im sachsen-anhaltischen Landkreis Halberstadt die Gemeinden Berßel, Bühne, Lüttgenrode, Rhoden, Schauen und Wülperode sowie die Stadt Osterwieck, die Verwaltungssitz war, zusammengeschlossen. Am 1. Januar 2005 wurde sie mit der Gemeinde Aue-Fallstein zur neuen Verwaltungsgemeinschaft Osterwieck-Fallstein zusammengelegt.